# Кіново
Кіново (пол. Kinowo, нім. Kienow) — село в Польщі, у гміні Римань Колобжезького повіту Західнопоморського воєводства.
Населення — 122 особи (2011).

## Демографія
Демографічна структура станом на 31 березня 2011 року:
|          | Загалом | Допрацездатний вік | Працездатний вік | Постпрацездатний вік |
| -------- | ------- | ------------------ | ---------------- | -------------------- |
| Чоловіки | 60      | 18                 | 39               | 3                    |
| Жінки    | 62      | 19                 | 38               | 5                    |
| Разом    | 122     | 37                 | 77               | 8                    |